# 한국정보화진흥원
한국지능정보사회진흥원(약칭: 지능정보원, 영문명: National Information Society Agency, NIA)은 대한민국 국가기관의 정보화 추진과 관련된 정책을 개발하고, 정보문화 조성, 정보격차 해소 등을 지원하려는 목적으로 만들어진 대한민국 과학기술정보통신부 산하 위탁집행형 준정부기관이다.

## 개요
1987년 한국전산원(NCA)으로 설립되었으며, 2006년 한국정보사회진흥원으로 상호명을 변경하였다. 2009년 5월 22일, 한국정보문화진흥원을 통합하며 현 상호로 변경하였다. 2010년 11월 4일 전자정부 표준프레임워크센터 개소와 함께 현재 공공데이터포털(사이트)과 공공정보활용지원센터를 위탁 및 병행 운영하고 있다.
앞으로 과학기술정보통신부와 함께 빅데이터 서비스 도입의 촉진과 인터넷 신산업 육성을 위해 빅 데이터 분석․활용 센터 구축 사업을 추진할 예정이고 빅 데이터 분석활용 센터를 통하여 대용량의 데이터를 분석, 처리할 수 있는 HW, SW 등 분석 인프라를 구축, 시범사업 및 공공 데이터 포털(data.go.kr) 등과 연계, 다양한 분야의 데이터 세트를 수집해 제공할 계획이다. 서울특별시 중구 무교동에서, 2015년 7월 27일, 대경권 혁신도시인 대구광역시 동구 신서동으로 본사를 이전하였다.

## 주요기능 및 역할
- 정보화 기본계획과 시행계획의 수립·시행에 필요한 전문기술의 지원
- 정보문화의 창달 및 인터넷 중독의 실태조사·예방·해소 지원
- 국가기관 등의 정보통신망 관리 및 운영의 지원
- 국가기관 등의 정보자원 관리 지원
- 국가기관 등의 정보화사업 추진 및 평가 지원
- 국가기관 등의 정보통신 신기술 활용 촉진과 이에 따른 전문기술의 지원
- 정보격차 해소 관련 실태조사, 정책개발 및 제도개선 지원
- 정보격차의 해소를 위한 정보화기기 지원 및 정보화교육
- 정보화 국제협력 및 홍보

## 주요사업
- 전자정부 지원
- 스마트폰기반의 모바일 전자정부 구축
- 개인정보유출 및 오남용방지
- 정보화기획 및 국제협력지원
- 국가정보화 평가 및 진단분석체계 구축
- 국제IT협력센터 구축 운영
- 개도국 정보이용 환경개선
- 정보화분야 국제기구협력 지원
- 정보화분야국제기구협력 및 해외진출 지원
- 한국정보화진흥원 운영 지원
- 정보화평가운영활용지원
- 행정정보화지원 및 관리조정
- 지역기반 u-서비스 지원
- 유비쿼터스기반공공서비스 촉진
- 지속가능한미래정보화기반 조성
- 스마트워크센터구축및 운영
- 국가정보통신기반 고도화
- 국가정보통신기반 효율화
- 정보격차해소 지원
- 건전 정보문화 조성
- 정보화 역기능 대응
- 전자정부표준화체계 구축
- 정보 자원관리 지원
- 국가 DB 구축
- 국가 영상정보자원활성화기반 조성
- 정보화정책 연구
- GIGA 인터넷서비스기반 구축
- 통신서비스 품질 평가
- 농어촌지역 광대역가입자망 구축 활성화
- 차세대 인터넷기반생태계 조성
- 미래 네트워크 연구시험망구축 운영
- 방통융합 공공서비스활성화환경 구축
- 방송통신 융합서비스활성화 지원
- 디지털 케이블TV 공공서비스
- 스마트 워크활성화기반 조성
- 통신 소외계층 통신접근권 보장
- 무선인터넷 이용격차 해소
- 빅데이터 기반 스마트서비스 촉진기반 조성
- 북한 이탈주민 정보화 교육
- 정보화 사업성과 평가
- 정보화 사업군(복지,고용분야) 심층평가
- 광대역 통합망(BCN)기반 구축
- IP-USN확산환경조성
- 학교인터넷망고도화
- 국가공간정보정책 지원 연구
- 인터넷 비즈니스 정책개발
- 월드뱅크협력
- 공공부문 공유서비스 발굴 기획
- 장애인취업 지원
- u-IT신기술 검증
- u-IT 확산
- URC로봇 서비스
- 서비스산업 IT활용비즈니스모델 개발
- IT를 이용한 서비스산업 경쟁력강화시범사업
- 국가 디지털콘텐츠 식별체계 구축
- 빅데이터 기반  지능형 하수관제 서비스 구축

## 연혁

### 한국정보사회진흥원
- 1987년: 한국전산원 (NCA) 설립

### 한국정보문화진흥원
- 1984년: (재)정보통신훈련센터 (ITTC) 설립
- 1988년: (재)정보문화센터 (ICC)로 확대 개편
- 1992년: 한국정보문화센터로 개편
- 2003년: 한국정보문화진흥원 (KADO)로 확대 개편

### 한국정보화진흥원
- 2009년: 한국정보사회진흥원과 한국정보문화진흥원 통합

### 한국지능정보사회진흥원
- 2020년: 한국지능정보사회진흥원으로 기관명칭 변경(국가정보화기본법이 지능정보화기본법으로 전면 개정됨에 따라 기관명칭 변경)

## 조직

### 한국지능정보사회진흥원장

#### 부원장
- 감사
  - 감사실

##### 경영기획실
- 기획조정팀
- 인사총무팀
- 재무관리팀
- 사회적가치팀

##### 정책본부
- 정책기획팀
- AI-미래전략센터
- ICT투자성과센터
- 지능화법제도팀

##### 지능형인프라본부
- 인프라기획팀
- 네트워크팀
- 공공통신서비스팀

###### - 디지털혁신기술단
- 공공클라우드팀(공공클라우드지원센터)
- 개방형플랫폼팀

##### 지능데이터본부
- 지능데이터기획팀
- 지능데이터기반팀
- 지능데이터산업팀

###### - AI데이터추진단
- AI데이터기획팀
- AI데이터사업팀

##### 공공데이터본부(공공데이터활용지원센터)
- 공공데이터기획팀
- 공공데이터활용팀
- 공공데이터개방팀
- 공공데이터품질팀
- 공공데이터뉴딜팀

##### 디지털정부본부
- 디지털정부기획팀
- 디지털정부성과관리팀
- 디지털정부기반지원팀
- 디지털정부혁신지원팀

###### - 디지털정부사업단
- 디지털정부사업1팀
- 디지털정부사업2팀

##### ICT융합본부
- 융합기획팀
- 융합컨설팅팀
- 융합서비스팀
- 스마트국토환경팀
- 스마트의료복지팀

##### 디지털포용본부
- 디지털포용기획팀
- 디지털격차해소팀(손말이음센터)
- 디지털사회혁신팀
- 디지털윤리팀
- 디지털과의존대응팀(인터넷중독대응센터)

##### 글로벌협력본부
- 글로벌ICT컨설팅팀
- 글로벌디지털협력팀
- 글로벌협력사업팀
- 글로벌아카데미